# Conill dels boiximans
El conill dels boiximans (Bunolagus monticularis) és un dels mamífers més rars i en perill més crític del món i probablement no en queden més de dos-cents exemplars. Aquest conill té una distribució extremament límitada, vivint únicament a les regions central i meridional del desert de Karoo, a la província del Cap de Sud-àfrica. És l'únic membre del gènere Bunolagus.